# Eadric (roi du Kent)
Pour les articles homonymes, voir Eadric.
Eadric est roi du Kent de 685 (ou peut-être avant) à sa mort, survenue en 686, peut-être le 31 août.

## Biographie
Eadric est l'un des deux fils du roi Ecgberht Ier. À la mort de son père, en 673, c'est son oncle Hlothhere qui lui succède sur le trône, peut-être en raison du jeune âge d'Eadric et de son frère Wihtred. Il est possible qu'Eadric ait régné aux côtés de Hlothhere, car il subsiste un code de lois qui leur est attribué conjointement,.
Qu'il ait ou non partagé le pouvoir avec son oncle, Eadric finit par se révolter contre lui avec l'aide des Saxons du Sud. Une bataille les oppose, durant laquelle Hlothhere est mortellement blessé. Il meurt le 6 février 685, laissant le Kent à Eadric. Son règne est de courte durée : dès l'année suivante, Cædwalla, roi des Saxons de l'Ouest, envahit son royaume et place son frère Mul sur le trône. Des sources franques datent la mort d'Eadric du 31 août 687, qu'il faut vraisemblablement corriger en 686,.